# Huevo de pato en salazón

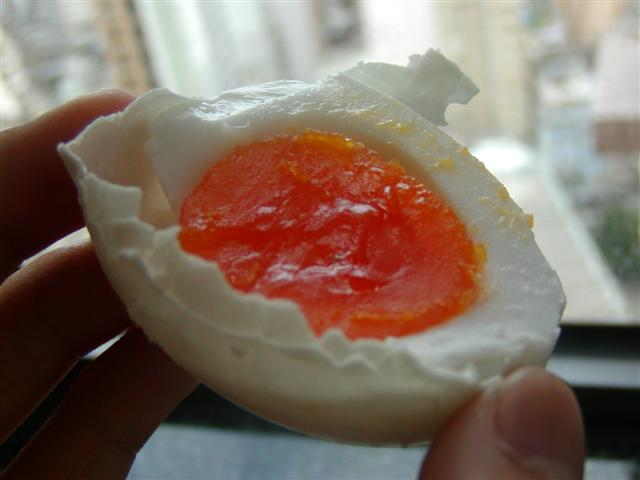
Detalle del huevo de pato.

El huevo de pato en salazón (en chino tradicional, 鹹鴨蛋 o 鹹蛋; en chino simplificado, 鹹蛋; pinyin, xían yā dàn) es un huevo de pato tradicional de la cocina china que se prepara en sal. En gran parte de los supermercados asiáticos suele venderse con una capa de carbón vegetal que lo recubre, aunque suele verse envueltos en plástico envasados al vacío.Un platillo que tiene este ingrediente es el pastel de luna.
Este tipo de huevos son conocidos también en la Filipinas, elaborados con un método muy similar al chino.
En la lengua vernácula de Filipinas (tagalo) son conocidos como In Itlog na Maalat (Salted Eggs, en inglés). Esta receta también se puede hacer con huevos de gallina.
Los huevos al salazón se hacen remojándolos en una solución de salmuera durante unas tres semanas o más, manteniéndolos en un lugar oscuro y seco, preferentemente en una despensa, alacena o armario. La velocidad con que los huevos curan depende bastante del clima, en particular de la temperatura. Con temperaturas demasiado frías, pueden no curar correctamente o tardar más tiempo. En un clima tropical, como el filipino, bastan con tres semanas. Sin embargo, en España por ejemplo, y dependiendo de la zona, podrían ser de 3 á 5 semanas.
Los ingredientes son de 1 taza de sal y 4 de agua por cada 8 huevos de pato, o de gallina.
El procedimiento de elaboración, tal como se realiza en Filipinas, es el siguiente:
1. Coloque los huevos en un recipiente de boca ancha y con tapa. preferentemente de vidrio.
2. Llenar una cacerola con las 4 tazas de agua, y esperar a que hierva. Añadir la sal gradualmente y revolver hasta que la sal se diluya por completo. Retire del fuego y dejar enfriar.
3. Vierta el agua salada ya enfriada sobre los huevos, asegurándose de que los huevos estén totalmente cubiertos por el agua salada.
4. Cubra y almacene el recipiente en un lugar oscuro durante, al menos, 3 semanas. (Para probar el sabor salado del huevo, sacar un huevo después de 3 semanas. Hervir el huevo a fuego alto durante 30 minutos (los huevos en salazón necesitan más tiempo de cocción que los huevos frescos). Dejar que se enfríe durante unos minutos, quitar la cáscara y sazonar al gusto.
5. Si se considera que los huevos ya están suficientemente salados, se extraen el resto y se hierven. Dejar enfriar y guardar en la nevera. Pero, si se considera que todavía no están lo suficientemente curados con la sal, se pueden dejar en el agua entre una y dos semanas más.